# Bolesław IV Kędzierzawy
     Ziemia Bolesława IV (Księstwo mazowieckie obejmujące Mazowsze, wschodnie Kujawy)

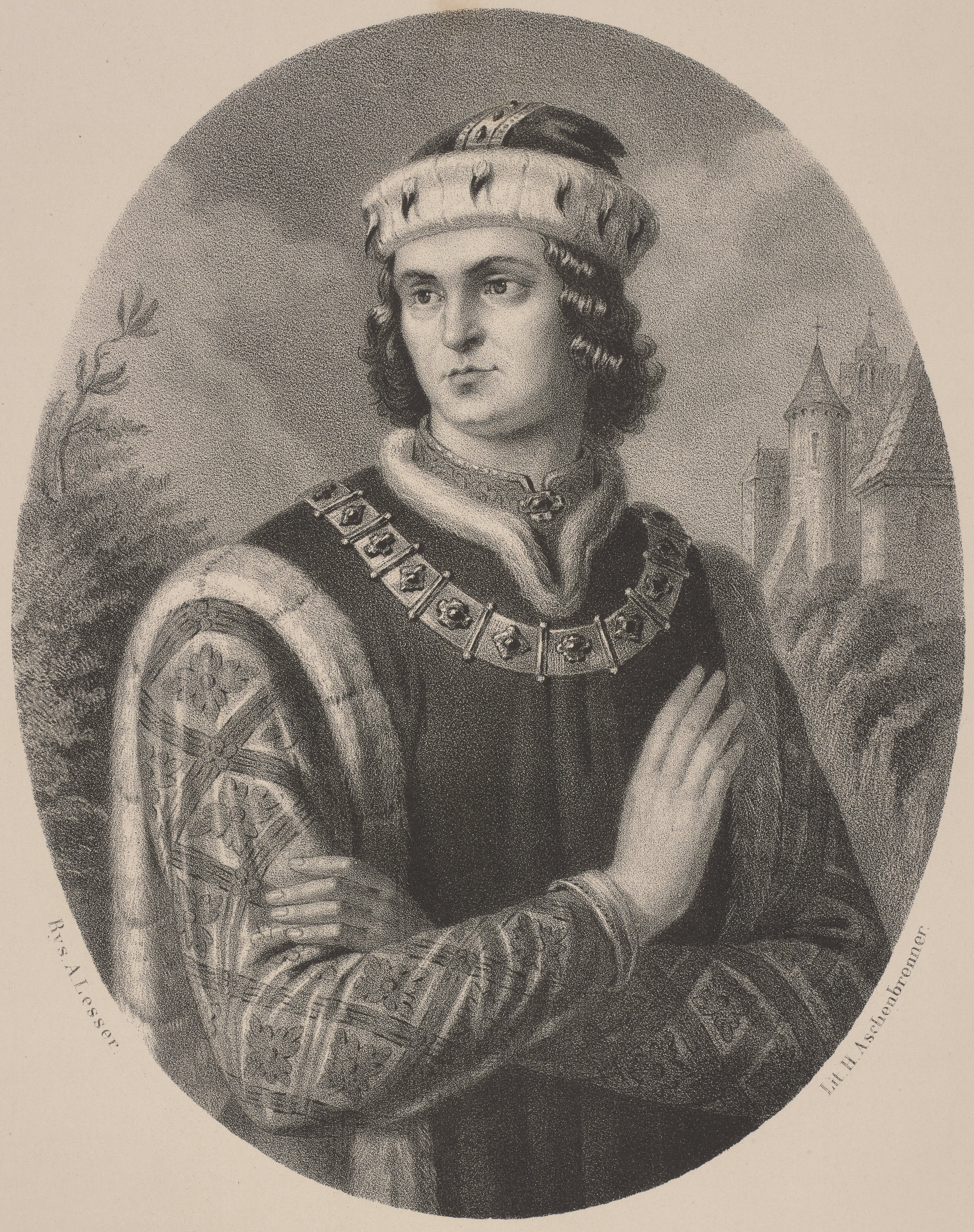
Bolesław IV Kędzierzawy, grafika Aleksandra Lessera

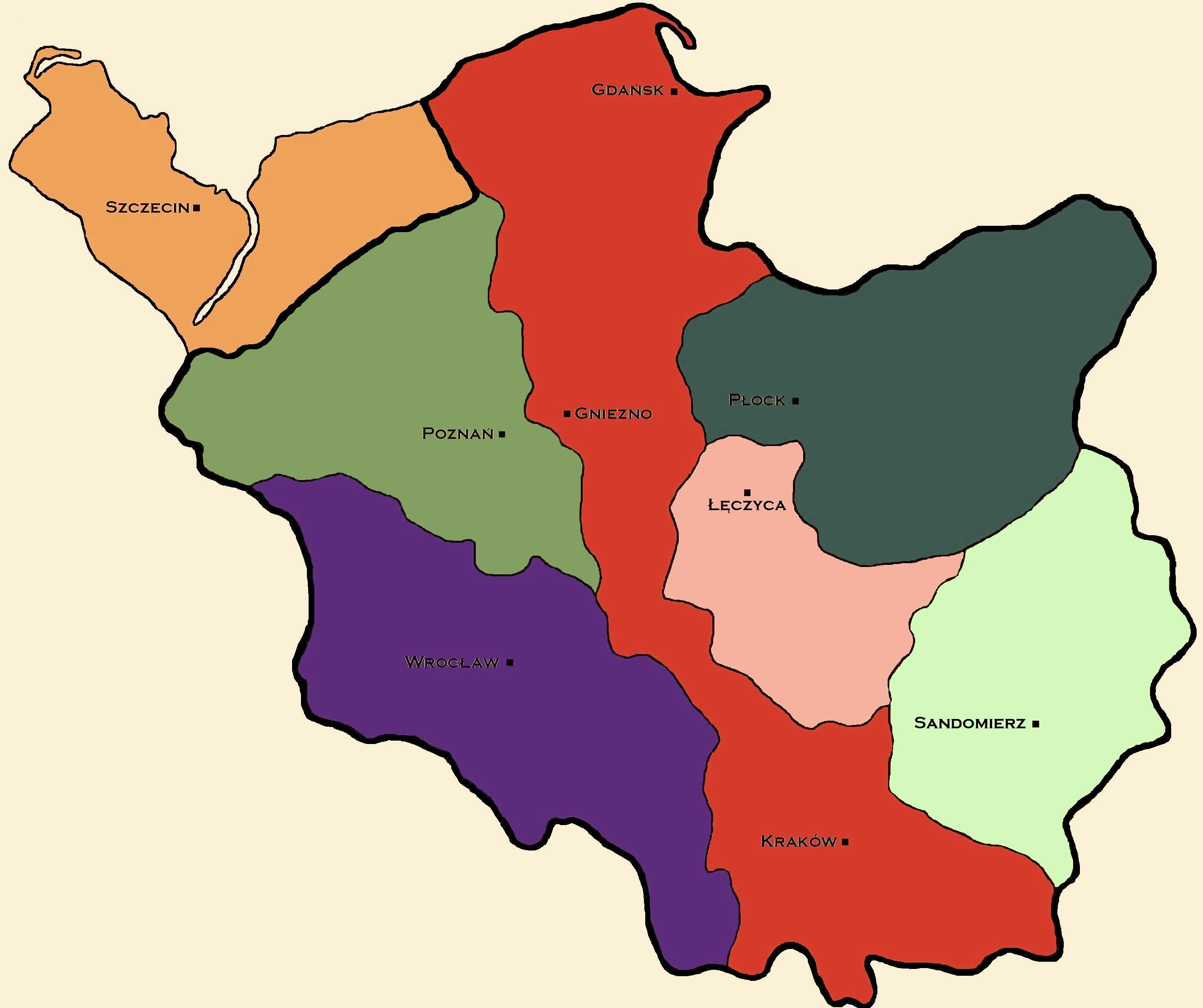
Podział ziem Bolesława III Krzywoustego:
Ziemia Bolesława IV (Księstwo mazowieckie obejmujące Mazowsze, wschodnie Kujawy)

Bolesław IV Kędzierzawy (ur. ok. 1122, zm. 5 stycznia 1173) – książę mazowiecki od 1138, śląski w latach 1146–1163 i sandomierski od 1166. Książę krakowski i książę senior (zwierzchni) Polski w latach 1146–1173.

## Wczesne lata
Bolesław Kędzierzawy urodził się prawdopodobnie w 1122 roku jako trzeci syn Bolesława Krzywoustego i Salomei z Bergu. Przypuszczalnie początkowo nie odgrywał większej roli w planach politycznych swych rodziców. Sytuacja zmieniła się dopiero po śmierci starszych braci Leszka (ok. 1115–przed 1131) i Kazimierza (ok. 1120–1131), gdy stał się najstarszym synem z drugiego małżeństwa swego ojca, wiekowo ustępując jedynie przyrodniemu bratu Władysławowi. W 1136 (ewentualnie w 1137) został ożeniony z księżniczką Wierzchosławą, córką księcia nowogrodzkiego Wsiewołoda Mścisławowicza.

## Objęciedzielnicy mazowieckiej
Bolesław był już w chwili śmierci ojca w pełni sprawnym do objęcia rządów w wydzielonej mu testamentem przez ojca dzielnicy obejmującej Mazowsze oraz Kujawy. W literaturze przedmiotu niekiedy kwestionowana jest przynależność Kujaw do dzielnicy Bolesława. Sugeruje się, że należały one do dzielnicy senioralnej. Hipoteza ta nie ma jednak żadnej podstawy źródłowej, lecz opierana jest wyłącznie na poszlakach. Przynależność jakichkolwiek ziem w środkowej Polsce do dzielnicy senioralnej jest przedmiotem kontrowersji, a jedyne źródło na to wskazujące (tzw. epitafium lubiąskie) nie wymienia Kujaw, a jedynie ziemie gnieźnieńską, kaliską i sieradzką.
W pierwszych latach swoich rządów Bolesław pozostawał pod silnym wpływem matki Salomei oraz palatyna na dworze Krzywoustego – Wszebora, którzy obawiali się, że starszy przyrodni brat Władysław II Wygnaniec uczyniony z woli ojca księciem zwierzchnim kraju skorzysta ze swej przewagi militarnej i politycznej i będzie usiłował pozbyć się juniorów z ich dzielnic (oprócz Bolesława, w 1138 swoją dzielnicę w Wielkopolsce ze stolicą w Poznaniu objął także nieznacznie młodszy od księcia mazowieckiego Mieszko III Stary). Mimo to, jeszcze w 1139 sytuacja w kraju była spokojna, młodsi bracia uznawali władzę zwierzchnią Władysława i zgodnie z nim współpracowali.

## Konflikt z seniorem
Do pierwszych zadrażnień z seniorem dynastii doszło w 1141, kiedy to Salomea bez zgody Władysława II zorganizowała w Łęczycy wiec możnych, na którym postanowiono wydać jej najmłodszą córkę za mąż za jednego z synów księcia kijowskiego, by w ten sposób zyskać sojuszników w ewentualnym konflikcie. Juniorzy tę pierwszą batalię jednak zdecydowanie przegrali, gdyż książę kijowski postawiony przed wyborem związania się ze słabymi synami Salomei lub potężnym seniorem, wybrał tego ostatniego, wydając swoją córkę Zwinisławę za mąż za najstarszego syna Władysława Bolesława Wysokiego.
Niedługo po wiecu łęczyckim Władysław II przeszedł do ofensywy i rozpoczął przeciwko braciom działania zbrojne. Zimą 1142 na czele posiłków ruskich uderzył na Mazowsze, gdzie spalił gród w Czersku, a jego sojusznicy uprowadzili wielu jeńców.
Przez następne dwa lata panował w kraju względny spokój, gdyż Władysław II w 1143 i 1144 interweniował na Rusi w związku z konfliktami między tamtejszymi władcami dzielnicowymi. Juniorzy natomiast, a w szczególności ich matka Salomea, wykorzystali ten czas na budowę własnego stronnictwa wśród możnowładców oraz instytucji kościelnych. Znane są nadania Salomei na rzecz benedyktynów z Mogilna, nadania Salomei i jej czterech synów dla kanoników regularnych z Trzemeszna, a także wsparcie Bolesława dla odbudowy katedry płockiej.
27 lipca 1144 zmarła Salomea z Bergu. Jej oprawę wdowią, tj. księstwo łęczyckie, zajęli wówczas jej synowie Bolesław i Mieszko. Prawdopodobnie postanowili wówczas, że ziemie te zatrzymają, aż do osiągnięcia pełnoletniości przez młodszych Henryka i Kazimierza, by móc ich wyposażyć dzielnicą matki. Juniorom udało się uzyskać poparcie przebywającego na początku marca 1145 w Gnieźnie legata papieskiego kardynała Humbalda.
Powyższe posunięcia juniorów wywołały zdecydowaną kontrakcję Władysława II. Jeszcze w 1145 senior wznowił działania zbrojne. Tym razem jednak połączone siły Bolesława i Mieszka dowodzone przez dawnego palatyna Krzywoustego Wszebora zadały klęskę oddziałom seniora w starciu nad rzeką Pilicą. Jednak na skutek sprowadzenia przez seniora z Rusi posiłków zbrojnych, ogólny wynik kampanii był raczej korzystny dla niego. Juniorzy musieli wycofać się z ziemi łęczycko-sieradzkiej, a Mieszko prawdopodobnie musiał odstąpić Władysławowi Kalisz i Gniezno. Bolesław zdołał jednak, za cenę oddania grodu Wizna, nakłonić Rusinów do wycofania się z działań zbrojnych po stronie Władysława.
Ustępstwa juniorów nie rozwiązały ostatecznie problemu. Władysław, ufny w swoje siły, zdecydował się na definitywne usunięcie przyrodniego rodzeństwa z kraju. Po stronie młodszych synów Krzywoustego stanął wówczas wszechwładny palatyn Władysława Piotr Włostowic, dla którego plany księcia groziły osłabieniem jego pozycji. Wprawdzie Władysław II uwięził palatyna, a następnie go oślepił i zmusił do wyjazdu na Ruś, ale decyzja ta osłabiła jego pozycję. Co więcej, prawdopodobnie spowodowało to odmowę wysłania posiłków Władysławowi przez Wsiewołoda Kijowskiego spowinowaconego z Piotrem, choć niewykluczone, że nieprzysłanie przez ruskich sprzymierzeńców oddziałów zbrojnych było spowodowane wewnętrznymi trudnościami księstwa kijowskiego.

## Objęcie władzy zwierzchniej

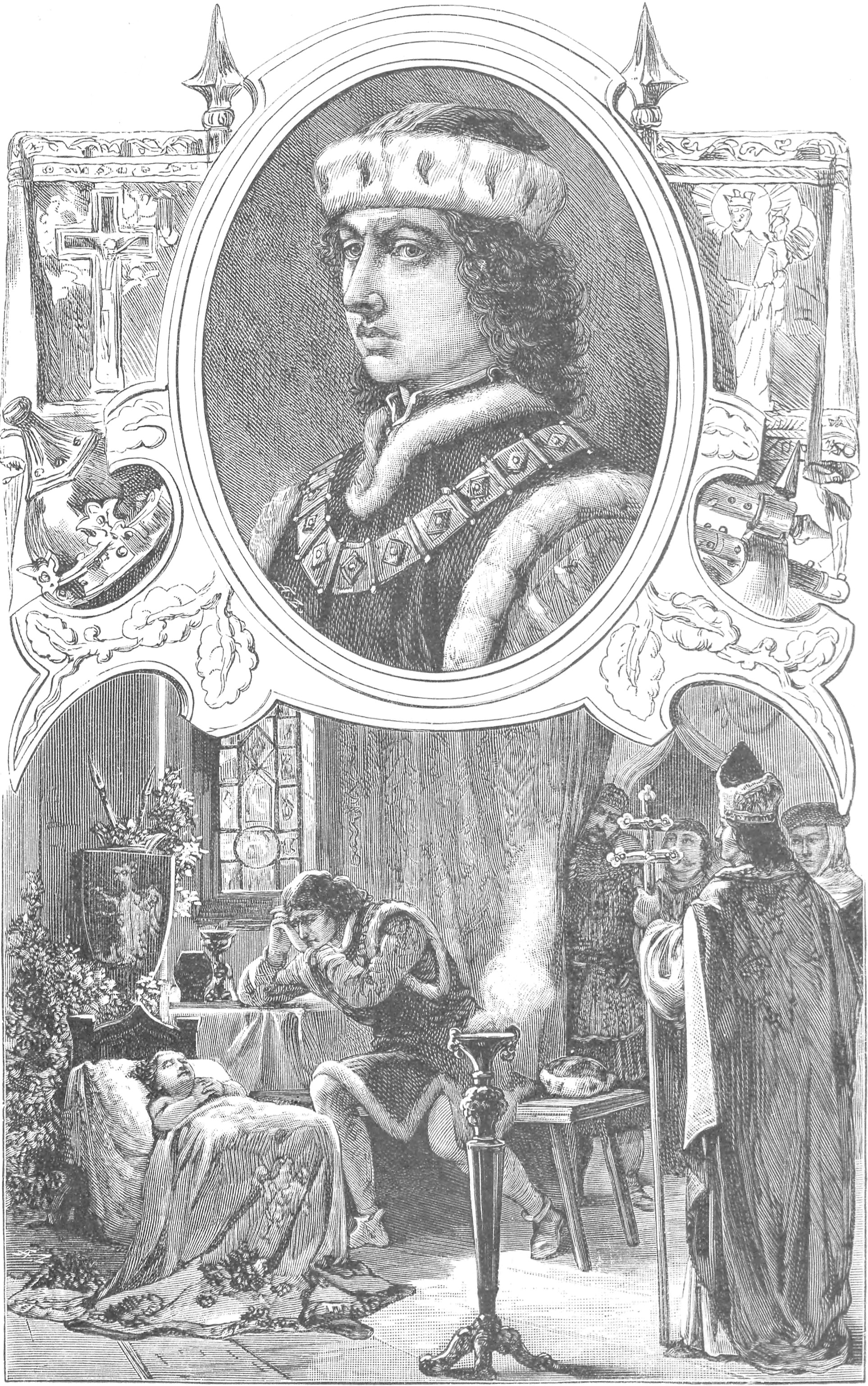
Bolesław Kędzierzawy z cyklu Wizerunki książąt i królów polskich Ksawerego Pillatiego z 1888

Na początku 1146 Władysław zdołał zmusić juniorów do wycofania się z Mazowsza, a następnie obległ Poznań. Wydawało się, że ostateczna klęska juniorów jest tylko kwestią czasu, ale okaleczenie Piotra Włostowica spowodowało zmianę nastrojów wśród możnych, którzy zaczęli masowo przechodzić na stronę juniorów. Jednym z decydujących czynników było opowiedzenie się po stronie juniorów arcybiskupa Jakuba ze Żnina, który rzucił na Władysława klątwę. Następnie wybuchł otwarty bunt możnych przeciw seniorowi. Juniorzy nie tylko zdołali odeprzeć oblężenie spod Poznania, ale przeszli do kontrofensywy i zaczęli zajmować po kolei wszystkie grody, które prawdopodobnie w większości poddawały się bez walki. Władysław musiał wraz z synami uciekać do Niemiec, na dwór Konrada III. Najdłużej bronił się Kraków, gdzie przebywała żona Władysława Agnieszka, jednak już latem 1146 został on zajęty przez wojska juniorów.
Po wygnaniu Władysława Bolesław został nowym seniorem i z tego tytułu objął władzę nad ziemią krakowską. Ponadto przejął także dotychczasową dzielnicę dziedziczną Władysława, to znaczy Śląsk wraz z ziemią lubuską. Swoją dzielnicę otrzymał wówczas także Henryk, który objął władzę nad ziemią sandomierską. Ziemię łęczycką prawdopodobnie podzielono między braci. Bez przydziału pozostał nieletni Kazimierz, nad którym opiekę sprawował Bolesław IV.

## Interwencja Konrada III i sojusz z margrabiami saskimi
Dzięki koneksjom rodzinnym swojej żony Agnieszki Babenberg, Władysławowi jeszcze w 1146 udało się skłonić króla niemieckiego do zbrojnej interwencji w Polsce. Naprędce zorganizowana wyprawa, niechęć pogranicznych margrabiów do starć z Polakami, wreszcie szeroko rozlana graniczna Odra spowodowały, że wojska królewskie zawróciły. Bolesław złożył Konradowi III spory okup i przyrzekł mu stawić się na sąd cesarski, jednak obietnic tych nie wypełnił.
W kolejnych latach Bolesław razem z młodszym bratem Mieszkiem starali się utrzymywać dobre stosunki z siłami, które sprzeciwiały się nadmiernemu wzrostowi potęgi Hohenstaufów. W tym celu w 1148 juniorzy zorganizowali zjazd w Kruszwicy, na który zaproszono władcę tworzącej się właśnie Marchii Brandenburskiej Albrechta Niedźwiedzia. Postanowiono na nim wydać siostrę książąt Judytę za mąż za syna margrabiego Ottona. Bolesław i Mieszko wsparli też militarnie Niemców w walce z pogańskimi jeszcze Wieletami, wydatnie przyczyniając się do utwierdzenia niemieckiego panowania nad środkową Sprewą. Drugim wypróbowanym sojusznikiem piastowskich książąt stał się margrabia Miśni, Konrad. W latach 50. XII w. Bolesław IV był sprzymierzony także ze słowiańskim księciem Jaksą z Kopanicy.

## Interwencja Fryderyka Barbarossy i uznanie władzy Bolesława IV Kędzierzawego
Do ponownego zagrożenia doszło w 1157, kiedy to o wygnanego Władysława upomniał się cesarz Fryderyk I Barbarossa. Tym razem wyprawa była dobrze zorganizowana, a władca niemiecki bardziej zdeterminowany, by wymusić na polskich książętach ustępstwa. Bolesław Kędzierzawy zdecydował się na wybitnie asekuracyjną taktykę prowadzenia wojny, nie broniąc przepraw przez Odrę, paląc broniące od wieków granice Polski grody w Głogowie i Bytomiu. Nie niepokojony cesarz wtargnął z wojskami do Wielkopolski i obległ Bolesława w Poznaniu. Bolesław Kędzierzawy musiał się zgodzić na rokowania i na ceremonię złożenia hołdu w Krzyszkowie. Bolesław miał tam w worku pokutnym, z krzyżem uwiązanym sznurem u szyi błagać na kolanach cesarza o wybaczenie. Musiał też zapłacić ogromną kontrybucję w wysokości kilku tysięcy grzywien srebra. Mimo upokorzenia, rezultat tych zmagań był dla Bolesława korzystny. Cesarz uznał bowiem jego władzę nad Polską i w rezultacie sprawa Władysława Wygnańca nie została nawet poruszona w układach. Wprawdzie Bolesław obiecał się zjawić na Boże Narodzenie w Magdeburgu na sąd cesarski i oddał jako gwarancję swojego młodszego brata Kazimierza jako zakładnika, ale – podobnie jak w 1146 – nie zrealizował większości zawartych w Krzyszkowie postanowień.

## Próby podboju i chrystianizacji Prus
Po objęciu władzy zwierzchniej Bolesław rozpoczął realizację planu podboju pogańskich Prusów. Koncepcja ta narodziła się w związku z powtarzającymi się coraz częściej napadami plemion bałtyjskich na dzielnicę Bolesława (Mazowsze). Nie bez znaczenia była ogarniająca całą Europę idea krucjat przeciwko niewiernym i naciski idące w związku z tym ze strony papieża i cesarza. Bolesław uzyskał też wsparcie książąt ruskich dla swej polityki w Prusach (prawdopodobnie już w 1146 Rusini zwrócili mu gród Wizna, zabrany w 1145). Organizowane od 1147 wyprawy zbrojne początkowo doprowadziły do shołdowania wielu pruskich plemion, jednak Bolesław wkrótce zaniechał prób chrystianizacji, zadowalając się jedynie płaceniem przez plemiona pruskie trybutu. Cały wysiłek włożony w próby zdobycia nowej prowincji został jednak zaprzepaszczony na skutek klęski w 1166. W zorganizowanej wówczas w mazurskich bagnach zasadzce zginął jeden z dowódców wyprawy książę Henryk Sandomierski, sam zaś Bolesław Kędzierzawy ledwo uszedł z życiem.

## Dziedzictwo Henryka Sandomierskiego
Po śmierci Henryka Bolesław Kędzierzawy, wbrew testamentowi, zachował jego księstwo dla siebie. Wywołało to niepokoje w kraju i bunt możnych, którzy chcieli, aby Kazimierz został księciem sandomierskim. Buntownicy pod wodzą Jaksy z Miechowa i Świętosława zwołali jesienią 1167 zjazd do Jędrzejowa, na którym całe księstwo sandomierskie ofiarowano Kazimierzowi, a Mieszkowi przypuszczalnie oferowano tron krakowski. Do wojny nie doszło, gdyż Bolesław IV Kędzierzawy zgodził się z częścią żądań buntowników i podzielił dziedzictwo Henryka na trzy części: okręg wiślicki dostał Kazimierz, ziemię sandomierską zatrzymał Bolesław, a trzecia bliżej nieznana część (przypuszczalnie kasztelanie nadpilickie) przypadła Mieszkowi III.

## Sytuacja na Śląsku
W maju 1159 Władysław II Wygnaniec zmarł, nie doczekawszy się powrotu do kraju. Śmierć jego oraz jego żony (ok. 1160/1163) umożliwiła powrót w 1163 na dziedziczny Śląsk i ziemię lubuską jego synów Bolesława Wysokiego i Mieszka Plątonogiego. Nie zagrażali oni, jak wcześniej ich ojciec, władzy Bolesława Kędzierzawego. Ten odpowiednio się zabezpieczył, zatrzymując swoich rękach główne grody śląskiej prowincji, to znaczy Wrocław, Legnicę, Głogów, Opole i Racibórz.
W 1166, korzystając z klęski seniora dynastii na wyprawie w Prusach, książęta śląscy Bolesław Wysoki i Mieszko Plątonogi w celu zdobycia pełni władzy na podległym sobie terytorium usunęli załogi Bolesława Kędzierzawego z głównych grodów Śląska. Wyprawa odwetowa Kędzierzawego w roku następnym zakończyła się całkowitą klęską i senior musiał się ostatecznie pogodzić z zaistniałą sytuacją.
Kiedy około 1170 przeciwko Bolesławowi Wysokiemu zbuntowali się jego młodszy brat Mieszko i najstarszy syn Jarosław, Kędzierzawy poparł rebeliantów, przyczyniając się do wygnania z kraju księcia wrocławskiego. Za księciem wrocławskim opowiedział się cesarz Fryderyk Barbarossa, który w 1172 zagroził interwencją zbrojną przeciwko Polsce i dopiero za cenę 8000 grzywien srebra (okup powiózł w zastępstwie chorego Kędzierzawego Mieszko III Stary) oraz powrót Bolesława na Śląsk zgodził się odstąpić od swoich zamiarów. Bolesław Wysoki musiał jednak pogodzić się z wydzieleniem bratu i synowi własnych dzielnic.

## Stosunki z papiestwem
Stronnictwo juniorów w walce z Władysławem II początkowo uzyskało wsparcie Stolicy Apostolskiej. Przebywający w Polsce na przełomie 1144/45 legat papieski Humbald w dniu 2 marca 1145 w Gnieźnie zatwierdził nadania Bolesława i jego braci dla kanoników regularnych z Trzemeszna. Popierające juniorów instytucje kościelne w latach 1147 i 1148 uzyskały bulle protekcyjne od Eugeniusza III, zapewne przy wsparciu politycznym ze strony książąt Bolesława i Mieszka (kolegiata w Trzemesznie 31 maja 1147, diecezja kujawska 4 kwietnia 1148). Jednak już w 1148 polityka papiestwa uległa zmianie. Przybyły w tym roku do Polski legat papieski, kardynał Gwidon z Cremy (późniejszy antypapież Paschalis III), opowiedział się po stronie Władysława II, rzucił na juniorów klątwę i obłożył kraj interdyktem. Zarządzenia te zatwierdził papież Eugeniusz III, który w bulli z 3 marca 1149 uchylił wcześniejszą klątwę nałożoną na Władysława II przez arcybiskupa Jakuba ze Żnina. Polski episkopat zarządzenia te jednak zignorował i kardynał Gwidon wyjechał z Polski w 1149 nie uzyskawszy nic dla wygnanego seniora. W styczniu 1150 papież Eugeniusz III surowo zganił polskich biskupów za ignorowanie nałożonych kar kościelnych, ale bez efektu. Stosunki ze Stolicą Apostolską ociepliły się dopiero po śmierci Eugeniusza III w 1153. W kwietniu 1155 papież Hadrian IV wydał bulle protekcyjne dla biskupstwa wrocławskiego oraz kolegiaty kanoników regularnych w Czerwińsku. Ponieważ obie placówki leżały na ziemiach podległych Bolesławowi, prawdopodobnym jest, że wspierał ich starania o opiekę Stolicy Apostolskiej.
W okresie schizmy papieskiej w latach 1159–1178 Bolesław IV i Kościół polski konsekwentnie, aczkolwiek bez zaangażowania, popierali procesarskich antypapieży. W lutym 1160 roku wysłannicy księcia Bolesława IV oraz arcybiskupa Jana na synodzie w Pawii uznali oficjalnie antypapieża Wiktora IV (zm. 1164) za prawowitego papieża. Jego następcę, wybranego w kwietniu 1164 antypapieża Paschalisa III (zm. 1168), Polska uznała najpóźniej pod koniec 1165. Wiadomo, że biskup płocki Werner uczestniczył, jako wysłannik księcia, w uroczystościach kanonizacyjnych Karola Wielkiego w grudniu 1165 w Akwizgranie, którym przewodził Paschalis III. Mniej oczywiste, gdyż nieudokumentowane źródłowo, jest poparcie księcia Bolesława dla kolejnego antypapieża Kaliksta III (1168–1178). Jest jednak wysoce prawdopodobne, że Polska uznała go najpóźniej w wyniku wyprawy zbrojnej Fryderyka Barbarossy na Polskę w 1172. Tezę o konsekwentnym poparciu Polski dla antypapieży potwierdza pośrednio brak jakichkolwiek kontaktów Polski z uznanym za prawowitego papieżem Aleksandrem III przed zakończeniem schizmy.

## Działalność fundacyjna

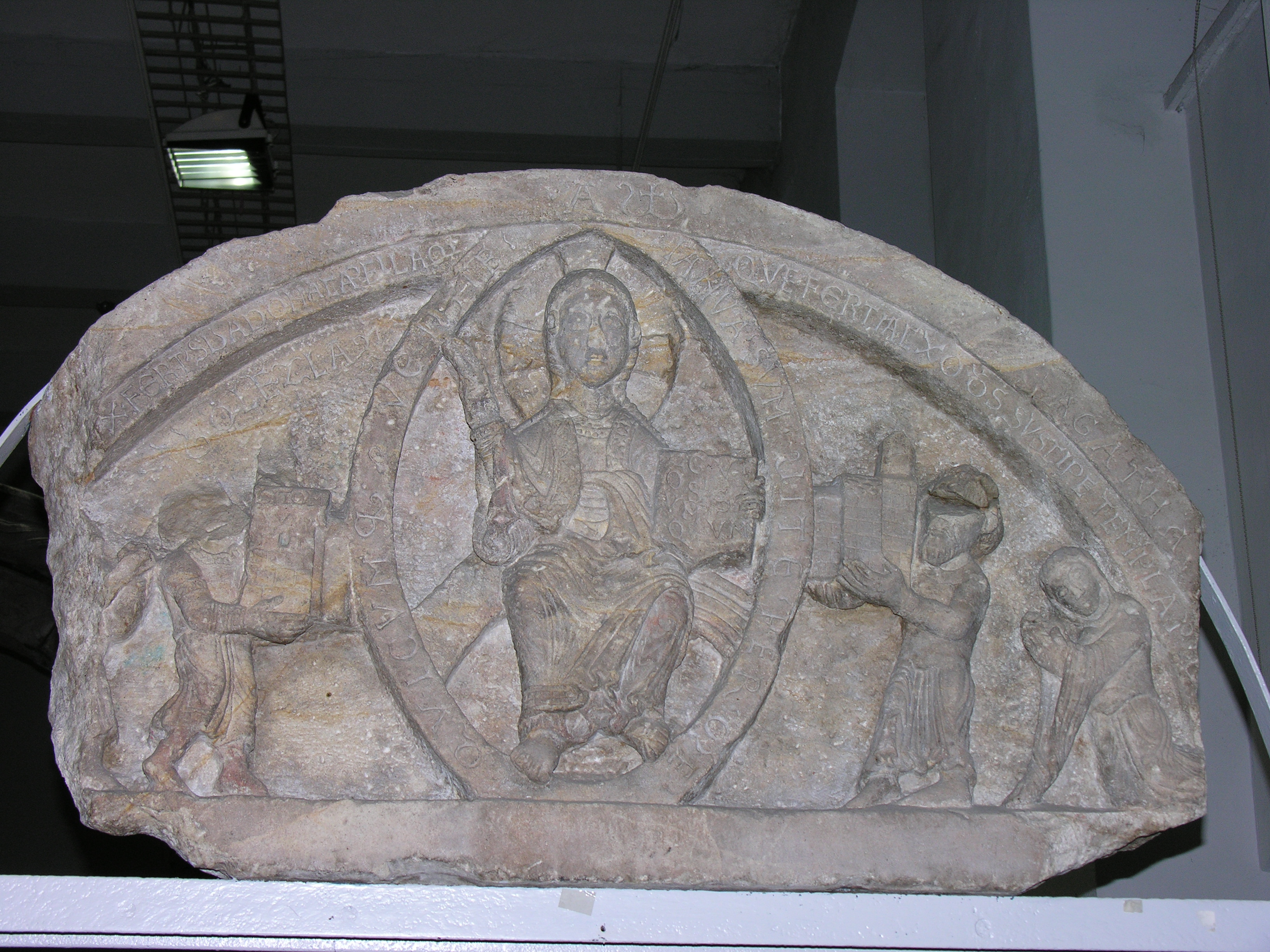
Tympanon fundacyjny opactwa na Ołbinie z przedstawieniem Chrystusa w mandorli. Po lewej klęczą Bolesław Kędzierzawy i jego syn Leszek (1172)

Nie jest znana ani jedna samodzielna fundacja Bolesława IV. Znanych jest dziewięć inicjatyw fundacyjnych, w których uczestniczył, jednak za każdym razem polegało to na wsparciu już istniejącej placówki. Nadania czynione przez Bolesława były najwyraźniej motywowane politycznie i miały na celu uzyskanie bądź utrzymanie poparcia określonych kręgów możnowładczych świeckich i duchownych.
Poniżej lista udokumentowanych inicjatyw fundacyjnych z udziałem Bolesława IV:
| Data nadania           | Obdarowana placówka                           | Udzielone wsparcie | Uwagi |
| ---------------------- | --------------------------------------------- | --- | --- |
| 1144 (po 27 lipca)     | Kolegiata kanoników regularnych w Trzemesznie | *Nadanie kaplicy NMP w Górze Małgorzaty k. Łęczycy wraz z uposażeniem; *ograniczony immunitet sądowy; *zwolnienie mieszkańców Kwieciszewa ze stróży podworowego, narzazu powołowego i budowy grodów                                                       | Nadania poczynione wspólnie z braćmi Mieszkiem, Henrykiem i Kazimierzem, zatwierdzone przez kard. Humbalda (2 marca 1145) i papieża Eugeniusza III (31 maja 1147); częściowo znane z XIII-wiecznego falsyfikatu opatrzonego datą 28 kwietnia 1145 |
| 11 kwietnia 1146 (?)   | Opactwo benedyktynów w Mogilnie               | *Nadanie kościołów: św. Wawrzyńca w Płocku, św. Jana Chrzciciela w Bielsku oraz św. Jana we Włocławku *nadanie wsi Kryte z połową jeziora i rzeki oraz targu w Chełmnie; *częściowy immunitet sądowy; *źreb Curana z nim i jego synami oraz 54 niewolnymi | Data niepewna; nadania znane z opartego na autentycznych zapiskach XIII-wiecznego falsyfikatu opatrzonego datą „11 kwietnia 1065” |
| 22 czerwca 1149        | Opactwo benedyktynów na wrocławskim Ołbinie   | Nadanie kaplicy św. Marcina we Wrocławiu z uposażeniem, targu i karczmy we Wrocławiu oraz targu w Kostomłocie | Wsparcie fundacji możnowładcy Piotra Włostowica |
| 1153                   | Klasztor cystersów w Łeknie                   | Nadanie wsi Mątwy | Wsparcie fundacji możnowładcy Zbyluta |
| przed 23 kwietnia 1155 | Diecezja wrocławska                           | Nadanie pięciu ludzi oraz zgoda na zwrot dziesiętników gieckich | Nadania zatwierdzone w bulli papieża Hadriana IV z 23 kwietnia 1155 |
| 21 maja 1161           | Kolegiata kanoników regularnych w Czerwińsku  | *Nadanie wsi Zaskowy, Pomiechowo, Komsin i Parleń; *nadanie grupy przypisańców z Łomnej; *zwolnienia immunitetowe | Nadania poczynione na wiecu w Łęczycy |
| ok. 1163               | Kolegiata bożogrobców w Miechowie             | Zwolnienie od wojny, grodu poradlnego, stróży, powozu, podwody i jurysdykcji mincerzy | Wsparcie fundacji możnowładcy Jaksy z Miechowa |
| między 1153 a 1167     | Klasztor cystersów w Jędrzejowie              | Zwolnienia z opłat książęcych | Wsparcie fundacji abpa Janika z 1153; dokładna data zwolnień książęcych nieznana, zostały one zatwierdzone na zjeździe jędrzejowskim w 1167 |
| ok. 1172               | Opactwo benedyktynów na wrocławskim Ołbinie   | Nadanie kościoła w Bytomiu | Wsparcie fundacji możnowładcy Piotra Włostowica (zm. 1153) |

Nieudokumentowane wprost, ale niemal pewne jest wsparcie Bolesława IV dla odbudowy katedry płockiej, ukończonej i konsekrowanej w 1144. Natomiast wysuwane w literaturze hipotezy dotyczące ufundowania przez Bolesława IV Kędzierzawego prepozytury klasztoru św. Andrzeja w Jeżowie, benedyktyńskiego klasztoru św. Wojciecha w Płocku, kościoła św. Gotarda w Kruszwicy, szpitala św. Gotarda we Włocławku oraz kolegiaty św. Michała w Płocku, wobec braku źródeł pisanych, muszą pozostać jedynie w sferze domysłów.

## Rodzina

### Małżeństwa i dzieci
Bolesław był dwukrotnie żonaty. Jego pierwszą żoną, poślubioną prawdopodobnie w 1136, była Wierzchosława Anastazja, córka księcia nowogrodzkiego Wsiewołoda. Z tego małżeństwa narodziło się co najmniej dwóch synów, a być może też jedna lub dwie córki. Najstarszy syn otrzymał imię ojca. Bolesław Bolesławowic (ok. 1150–1172) zmarł bezdzietnie w młodym wieku, jeszcze za życia ojca. Z pierwszego małżeństwa pochodził także syn Leszek (ur. ok. 1160, zm. 1186). Być może córką Bolesława Kędzierzawego była także niejaka Wierzchosława, mniszka strzelneńska, zmarła po 1213. Jej filiacja jest jednak przedmiotem kontrowersji wśród badaczy i większość uznaje ją (za Oswaldem Balzerem) za córkę Bolesława Mieszkowica (1159–1195), księcia kujawskiego i syna Mieszka Starego. Ponadto w literaturze wymienia się także nieznaną z imienia córkę (NN), która jakoby poślubiła ok. 1173 księcia drohiczyńskiego Wasylka i żyła jeszcze na przełomie lat 70. i 80. XII wieku. Jednakże jedynym źródłem poświadczającym jej istnienie jest rzekomo zaginiony tzw. „Latopis Połocki”, znany jedynie z osiemnastowiecznego przekazu rosyjskiego historyka Wasilija Tatiszczewa zawartego w jego pracy Historia Rosji od czasów najdawniejszych. Najnowsze badania nad pracą Tatiszczewa kwestionują jednak istnienie „Latopisu Połockiego” a cały fragment dzieła Tatiszczewa dotyczący rzekomego księcia drohiczyńskiego Wasylka (i jego polskiej żony) uznają za niewiarygodny.
Po śmierci pierwszej żony (ok. 1160) Bolesław Kędzierzawy ożenił się po raz drugi z nieznaną bliżej Marią (wzmiankowana jedynie w tzw. zapisce złockiej z dnia 31 grudnia 1167). Jan Długosz określił ją jako księżniczkę ruską, co jest prawdopodobne, ale bliższych danych brak. Niegdyś sądzono, że mogła być ona matką dwojga młodszych dzieci księcia. Po odkryciu monet Leszka, który nazywa siebie na nich synem Bolesława i Anastazji, pogląd ten okazał się mylny. Wobec braku prawie jakichkolwiek źródeł na temat Marii przyjmuje się, że jej małżeństwo z Bolesławem trwało zapewne bardzo krótko i zakończyło się jej przedwczesną śmiercią.

### Genealogia
| Władysław I Herman ur. ok. 1043 zm. 4 VI 1102 | Władysław I Herman ur. ok. 1043 zm. 4 VI 1102 |                                                        |                                                        | Judyta czeska ur. w okr. 1056–1058 zm. 25 XII 1086 | Judyta czeska ur. w okr. 1056–1058 zm. 25 XII 1086 |  |  | Henryk z Bergu ur. ? zm. 24 IX 1116 | Henryk z Bergu ur. ? zm. 24 IX 1116 |                                               |                                               | Adelajda z Mochental ur. ? zm. 1 XII 1125 | Adelajda z Mochental ur. ? zm. 1 XII 1125 |
|                                               |                                               |                                                        |                                                        |                                                    |                                                    |  |  |                                     |                                     |                                               |                                               |                                           |                                           |
|                                               |                                               |                                                        |                                                        |                                                    |                                                    |  |  |                                     |                                     |                                               |                                               |                                           |                                           |
|                                               |                                               | Bolesław III Krzywousty ur. 20 VIII 1086 zm. 28 X 1138 | Bolesław III Krzywousty ur. 20 VIII 1086 zm. 28 X 1138 |                                                    |                                                    |  |  |                                     |                                     | Salomea z Bergu ur. zap. 1099 zm. 27 VII 1144 | Salomea z Bergu ur. zap. 1099 zm. 27 VII 1144 |                                           |                                           |
|                                               |                                               |                                                        |                                                        |                                                    |                                                    |  |  |                                     |                                     |                                               |                                               |                                           |                                           |
|                                               |                                               |                                                        |                                                        |                                                    |                                                    |  |  |                                     |                                     |                                               |                                               |                                           |                                           |
|                                               |                                               |                                                        |                                                        |                                                    |                                                    |  |  |                                     |                                     |                                               |                                               |                                           |                                           |

|                              |                              | 1 Wierzchosława ur. 1125 zm. 15 marca ok. 1160 OO w okr. 1136–1137 | 1 Wierzchosława ur. 1125 zm. 15 marca ok. 1160 OO w okr. 1136–1137 | Bolesław IV Kędzierzawy (ur. ok. 1122, zm. 5 I 1173) | Bolesław IV Kędzierzawy (ur. ok. 1122, zm. 5 I 1173) | 2 Maria ur. ? zm. ok. 1168 OO w okr. 1166–1167 | 2 Maria ur. ? zm. ok. 1168 OO w okr. 1166–1167 |  |  |
|                              |                              |                                                                    |                                                                    |                                                      |                                                      |                                                |                                                |  |  |
|                              |                              |                                                                    |                                                                    |                                                      |                                                      |                                                |                                                |  |  |
|                              | 1                            |                                                                    | 1                                                                  |                                                      | 1                                                    |                                                | 1 (?)                                          |  |  |
| Leszek ur. ok. 1160 zm. 1186 | Leszek ur. ok. 1160 zm. 1186 | Bolesław Bolesławowic ur. ok. 1150 zm. 1172                        | Bolesław Bolesławowic ur. ok. 1150 zm. 1172                        | Wierzchosława (??) ur. ? zm. 11/12 IX po 1213        | Wierzchosława (??) ur. ? zm. 11/12 IX po 1213        | NN córka (??) ur. ok. 1155? zm. po 1178 (?)    | NN córka (??) ur. ok. 1155? zm. po 1178 (?)    |  |  |

## Śmierć Bolesława IV
Bolesław IV Kędzierzawy zmarł 5 stycznia 1173 i został pochowany prawdopodobnie w katedrze płockiej u boku ojca i dziada, choć Jan Długosz wspomina o pochówku na Wawelu. Opiekę nad małoletnim synem Leszkiem, dziedzicem dzielnicy mazowieckiej, polecił w testamencie najmłodszemu bratu, księciu wiślickiemu Kazimierzowi, którego uczynił nadto swym dziedzicem w razie przedwczesnej i bezpotomnej śmierci Leszka.